# Lago Cold
Il lago Cold è un lago sul confine delle province canadesi dell'Alberta e del Saskatchewan. 
Ha una superficie di 373 km², e una profondità massima di 99 metri. Si trova nelle aree protette del Cold Lake Provincial Park nell'Alberta e del Meadow Lake Provincial Park nel Saskatchewan
Sulle rive del lago sono presenti alcune riserve indiane: The Cold Lake 149 A e B della Cold Lake First Nations.